# Viitivți, Lîpoveț
Viitivți (în ucraineană Війтівці) este o comună în raionul Lîpoveț, regiunea Vinnița, Ucraina, formată numai din satul de reședință.

## Demografie
Componența lingvistică a satului Viitivți
     Ucraineană (99,67%)
     Alte limbi (0,33%)
Conform recensământului din 2001, majoritatea populației satului Viitivți era vorbitoare de ucraineană (99,67%), existând în minoritate și vorbitori de alte limbi.